# Leptospermum turbinatum
Leptospermum turbinatum  (лат.) — вид цветковых растений рода Тонкосемянник (Leptospermum) семейства Миртовые (Myrtaceae).

## Ботаническое описание
Кустарник до 3 м высотой, с узкими листьями длиной до 3 м. Цветки с 5 округлыми, белыми лепестками и красно-коричневыми чашелистиками, проглядывающими между лепестками. Основной период цветения — с октября по декабрь в естественных местах произрастания вида.

## Распространение
Эндемик национального парка Грэмпианс и смежных территорий Австралии.

## История открытия
Вид впервые был описан Джоем Томпсоном в 1989 году в журнале Telopea. Изначально растения этого вида относили к виду Leptospermum nitidum.